# Michael Collins (irländsk ledare)
Michael Collins (iriska: Mícheál Ó Coileáin), född 16 oktober 1890 i Clonakilty i grevskapet Cork, död 22 augusti 1922 i Béal na mBláth i grevskapet Cork, var en irländsk militär och politisk ledare och 1917 en av grundarna av gerillarörelsen Irländska republikanska armén (IRA).

## Biografi

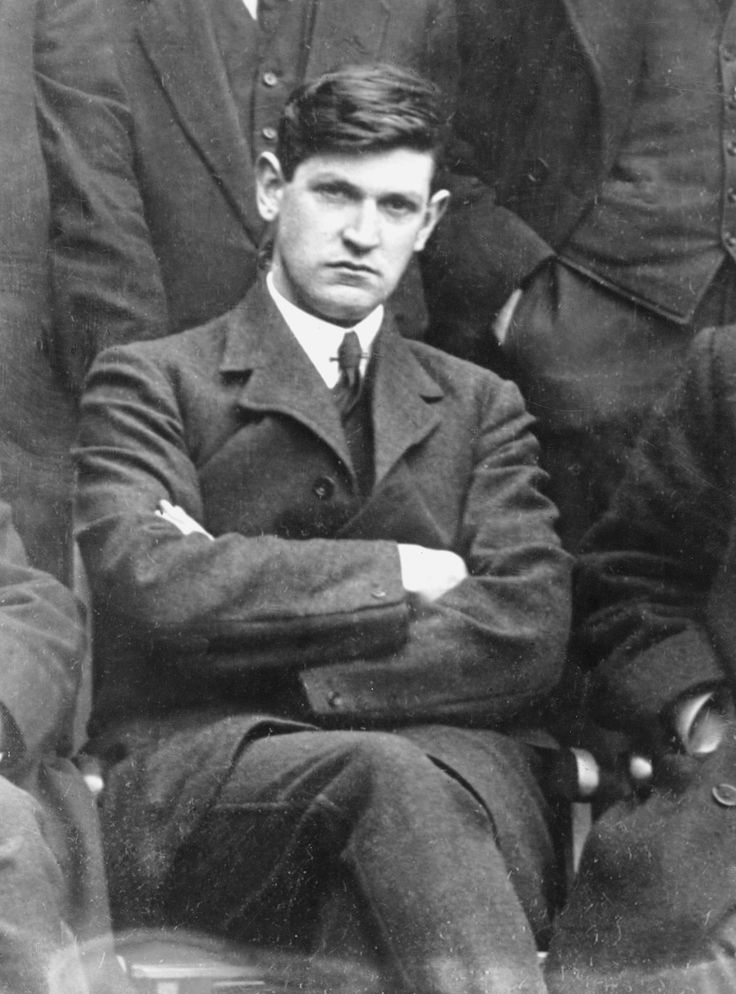
Michael Collins, 1919.

Michael Collins föddes 1890 i ett fattigt bondehem i grevskapet Cork och begav sig vid 15 års ålder till London, där han under tio år var anställd i en bank. År 1915 kom han till Dublin, där han blev medlem i Sinn Féin samt i Irish Republican Brotherhood, det mest extrema av de många revolutionära sällskapen. Påföljande år deltog han i påskupproret, togs till fånga och fick som straffånge återvända till London, varifrån han frigavs vid den allmänna amnestin 1917. År 1918 blev han vald till parlamentsledamot men vägrade liksom övriga sinnfeinare att inta sin plats där. Då Dáil Éireann konstituerades blev han finansminister och längre fram chef för den republikanska arméns högkvarter under det irländska frihetskriget.
Han var sedan ordförande i den delegation som representerade den irländska sidan i förhandlingarna med den brittiska regeringen som ledde till det anglo-irländska avtalet. Collins blev regeringschef för den första provisoriska regeringen för den irländska fristaten, som upprättades i och med fördraget, och sedan ledare för den nationella armén som kämpade mot fördragsmotståndarna i det kvarvarande IRA under det irländska inbördeskriget. Han blev lönnmördad under inbördeskriget i den lilla byn Béal na mBláth den 22 augusti 1922 av bland annat Tom Hales.

## Populärkulturella referenser
Michael Collins liv har bland annat skildrats i den amerikanska filmen Michael Collins från 1996, där titelrollen spelades av Liam Neeson.
Michael Collins nämns även i boken Den saknade systern, skriven av Lucinda Riley 2021.
Michael Collins nämns även i boken Guds Vrede, skriven av Jack Higgins